# Robert Daub
Robert Hugo Daub (ur. 1912, zm. ?) – zbrodniarz nazistowski, członek załogi niemieckiego obozu koncentracyjnego Dachau i SS-Rottenführer.
Służbę w kompleksie obozowym Dachau rozpoczął 13 lipca 1944 jako strażnik w obozie głównym. 21 stycznia 1945 przeniesiono go do podobozu Stefanskirchen, gdzie pozostał do 26 kwietnia 1945. Brał udział w ewakuacji obozu. W procesie załogi Dachau (US vs. Ludwig Carl i inni), który miał miejsce w dniach 3–4 stycznia 1947 przed amerykańskim Trybunałem Wojskowym w Dachau skazany został na 2,5 roku pozbawienia wolności.